# Hinduizm ludowy
Hinduizm ludowy – nurt ludowy w hinduizmie, forma religijności w hinduizmie polegająca na przywiązywaniu głównej wagi do praktyk religijnych, a nie do koncepcji filozoficznych tej religii. Określenie to pojawiło się wśród zachodnich religioznawców na przełomie XIX i XX wieku dla odróżnienia od popularyzowanych w tym czasie na zachodzie nurtów hinduizmu związanych głównie z wedantą. Jest on zwykle kojarzony z religijnością typu bhakti.

## Charakterystyka
Większość Hindusów mieszka na wsi, gdzie zachowały się specyficzne, różne od tzw. „hinduizmu filozoficznego” zespoły wierzeń. Na skutek ubóstwa, niskiego poziomu edukacji, izolacji i znacznego zróżnicowania regionalnego Indii religia wsi różni się od religii warstw wykształconych, wyróżnia się więc z hinduizmu tzw. „hinduizm ludowy” lub „hinduizm popularny” (określenie „Popular Hinduism” utworzył John B. Noss). Hinduizm ludowy (w najbiedniejszych i najmniej rozwiniętych wsiach) charakteryzuje nieznajomość koncepcji religijnych i filozoficznych braminów, konserwatyzm społeczny, politeizm, kult sił natury, silne zróżnicowanie wewnętrzne oraz łączenie religii z działaniami magicznymi. W wielu wsiach indyjskich powszechne jest kult różnych aspektów Dewi – najczęściej każda wieś czci swoją ulubioną dewi. Bardzo rozpowszechniona jest w nim także astrologia i wróżbiarstwo – astrologia obecna jest już w Wedach, a rozwinęła się bardzo w epoce Guptów, kiedy też bardzo rozprzestrzeniła się wśród ludu. Współcześnie bardzo wielu mieszkańców wsi indyjskiej ściśle podporządkowuje swoje życie wskazaniom astrologów, którzy obecni są na bazarach, targach i na wszystkich większych zgromadzeniach ludzkich. W skład hinduizmu ludowego wchodzi także mnogość silnie zróżnicowanych regionalnych zwyczajów kultowych, takich jak barwne święta, pielgrzymki, symbole religijne i dewocjonalia. W hinduizmie ludowym silne są elementy przedaryjskie, a w wielu regionach nawet (prawdopodobnie) przeddrawidyjskie – zwłaszcza w tych, w których mieszkają słabo związane z głównymi nurtami religii i społeczeństwa Indii ludy leśne. Sytuacja taka ma miejsce zwłaszcza w lesistym stanie Orisa, w którym ludy leśne stanowią dużą część ludności i wywierają wpływ na wierzenia pozostałych mieszkańców – powszechny jest tam kult Dźagana, identyfikowanego z Kryszną, ale mało przypominającego wyobrażenia Kryszny obecne w głównych nurtów krysznaizmu, mimo że świątynia w Puri jest jedną z najstarszych i największych w Indiach.
Politeizm ludu indyjskiego może przybierać postać henoteizmu opisaną przez Maxa Müllera, często jednak oznacza po prostu wiarę w wielu różnych bogów, a nawet bardziej pierwotne koncepcje religijne, związane z kultem zwierząt, duchów, roślin i kamieni. Wiara w wielu bogów znajduje wyraz w kulcie bardzo licznych bóstw (maksymalne szacunki mówią o 33 milionach bogów). Te liczne kulty są nieraz ze sobą sprzeczne i stapiają się w trudne do rozróżnienia systemy. Henoteizm występujący wśród ludu polega przeważnie na uznawaniu kilku bóstw zarazem za bóstwa najwyższe. Często też różne bóstwa identyfikuje się w sprzeczny sposób z wieloma innymi jednocześnie.
Lud indyjski, mimo ograniczeń prawnych we współczesnym państwie indyjskim, bardzo ściśle zachowuje porządek kastowy i oddziela od siebie „niedotykalnych”. Siudrowie dzielą się na liczne kasty, z których dużym poważaniem cieszą się w społecznościach wiejskich powroźnicy i garncarze. Wiele regionów Indii ma bardzo suchy klimat, lub woda jest w nich zanieczyszczona – w regionach takich wioski posiadające dwie studnie uważane są za bogate, a w wioskach posiadających jedną studnię istnieją wydzielone pory czerpania wody dla poszczególnych kast, przy czym „niedotykalni” nie mogą zbliżać się do studni i muszą czekać, aż wodę przyniosą im kobiety z kast najniższych. Dominujący wpływ na życie religijne i społeczne wsi wywierają pańćajaty, rady składające się z pięciu najzamożniejszych i najstarszych mieszkańców, regulujących wszystkie sprawy wspólnoty, oraz (najczęściej wędrowni) sadhu i innych asceci, utrzymujących się z jałmużny. Działalność sadhu (których jest wielu – w 1994 samo Bharat Sadhu Samaj, Ogólnoindyjskie Stowarzyszenie Sadhu liczyło 40000 członków) była poddawana krytyce przez rząd indyjski – Jawaharlal Nehru twierdził, że tylko 10% zajmuje się jedynie działalnością religijną, a reszta to często oszuści i żebracy, przedstawił więc projekt ich oficjalnej weryfikacji przez państwo. W życiu wsi odgrywają dużą rolę także świetlice, herbaciarnie i kina objazdowe prezentujące filmy z tzw. „bollywoodu”, rozpowszechniające opowieści mitologiczne z Mahabharaty, Ramajany itp.
Prócz wierzeń o cechach politeistycznych i wierzeń o cechach henoteistycznych występują wierzenia ludowe, które Andrzej Tokarczyk nazywa „subhinduizmem”. Jest to zespół wierzeń o charakterze animistycznym, obecny zwłaszcza w dość zamkniętych i niedopuszczanych do ośrodków kultowych pariasów. Wielu pariasów do swoich animistycznych wierzeń włączyło także niektóre elementy islamu, współcześnie jednak klasyfikuje się ich raczej jako hinduistów. W ich wierzeniach elementy magiczne mają przewagę na religijnymi. Ze względu na nieznajomość głównych doktryn, nie można mówić, że jest to hinduizm „nieortodoksyjny”.
Prymitywne formy pobożności wiążą się z podziałem na zamknięte enklawy ludności, w związku z czym duże znaczenie w codziennej pobożności Hindusów mają obiekty lokalne. Należą do nich różne twory natury o nietypowych kształtach i innych wyróżniających je właściwościach, drzewa, skały, kamienie (na których rysuje się często symbole Śiwy) i jaskinie (poświęcone Jamie). Niektóre z nich nabrały znaczenia ponadlokalnego, a nawet ogólnoindyjskiego – powiązane są wtedy często z jakimś ważniejszymi elementami mitologii. Wytwory natury uznawane są za siedziby pomniejszych bóstw i lokalnych duchów i demonów. W hinduizmie nie istnieje nakaz uczestniczenia w życiu religijnym w świątyniach bóstw, gdzie toczy się jego główny nurt. Ceremonie religijne wokół obiektów lokalnych odbywają się jednak często bez udziału braminów, którzy muszą je tolerować tylko ze względu na skalę zjawiska i duże utrwalenie zwyczaju. Całość kultu w hinduizmie ludowym można podzielić na domowy, indywidualny i świątynny, przy czym ofiara (pudźa) nie zawsze sprawowana jest przez braminów. Święta, festiwale religijne i pielgrzymki mają charakter masowy, łącząc w sobie aspekty religijne ze społecznymi (poczucie wspólnoty duchowej, w nowszych czasach także narodowej), a także rozrywkowe i rodzinne. Ważnym dla wisznuitów obowiązkiem religijnym jest też codzienne publiczne wymawianie imienia swojego bóstwa.
Politeizm i henoteizm ludowy jest wewnętrznie sprzeczny – wielu hinduistów obok kultów rodzinnych, naturalnych i lokalnych wyznaje zarazem religie ogólnoindyjskie, często także zmieszane z elementami magicznymi i zabobonnymi. Każde bóstwo posiada jasno określone funkcje i zakres, w jakim modlitwy do niego mogą być pomocne. Niektórzy religioznawcy dużą liczbę bóstw i znaczny zakres specjalizacji ich funkcji uważają za cechę typową dla religii rolniczych – na mniejszą skale podobne cechy występowały np. w pierwotnej religii rzymskiej. Tak np. w całych Indiach bóstwem szczególnie lubianym jest Ganeśa, uznawany za bóstwo sympatyczne i pomagające rozwiązywać codzienne życiowe trudności, Hanuman przydaje siły fizycznej, i Rama, do którego modli się po śmierci bliskich. Najbardziej istotny dla hinduizmu ludowego jest jednak kult Bogini-Matki reprezentowanej przez różnorodne devi, uznawany nawet za najbardziej istotny składnik właśnie wierzeń ludowych, mimo że we współczesnym hinduizmie występuje we wszystkich systemach religijnych i na wszystkich poziomach sublimacji wierzeń. Postać Bogini-Matki ma charakter przedaryjski, a jej zawsze żywy wśród ludu kult doszedł do głosu po zmierzchu wedyzmu, zwłaszcza za dynastii Guptów, kiedy połączył się z elementami tantryzmu. Ludowe boginie zostały włączone w obręb hinduizmu przeważnie późno, najczęściej jako małżonki bogów i reprezentacje pewnych ich aspektów – w hinduizmie ludowym mają one jednak o wiele bardziej doniosłe znaczenie i czci się je jako bóstwa potężne i samodzielne. Dzieje się tak przede wszystkim dlatego, że dewi często uosabiają życiodajne siły wody, natury i płodności, ich kult jest więc dla wsi szczególnie ważny. Dewi jest wiele, i często trudno je odróżnić – istnieje znany śiwaicki mit głoszący, że Wielka Bogini jest identyczna z Brahmanem, zrodziła Śiwę, Brahmę i Wisznu, po czym objawiła się im jako Lakszmi, Saraswati i Durga zarazem. Prócz wielkich bogiń istnieje także wiele drobniejszych, takich jak wężowa bogini Manasa i Siedem Matek, w dobrym aspekcie opiekujących się połogiem, bydłem, roślinami i dziećmi, w złym mieszkających w lasach, przynoszących głód i choroby, żywiących się winem i surowym mięsem, oraz boginki przypominające greckie nimfy, związane z drzewami, łąkami i potokami.
Nie należy też sądzić, że nauki moralne i rozmaite doktryny filozoficzne i religijne hinduizmu są ludowi indyjskiemu nieznane całkowicie – większość ma dobre pojęcie przynajmniej o zasadach samsary i prawie karmana, stara się rozwijać duchowo, szanować braminów i dążyć do wyzwolenia.